# Мерзликин, Николай Иванович
Николай Иванович Мерзли́кин (укр. Микола Іванович Мерзликін; 1936 — 2006) — советский, украинский актёр театра и кино, театральный режиссёр. Народный артист Украины (2002).

## Биография
Николай Мерзликин родился 1 сентября 1936 года в Киеве. Окончил режиссёрский факультет Киевского театрального института имени И. К. Карпенко-Карого.
В 1964—1967 — главный режиссёр различных театров Украинской ССР, в 1967—1970 — режиссёр (в 1977—1983 — главный режиссёр) Киевского ТЮЗа имени Ленинского комсомола.
В 1970—1977 — главный режиссёр театра-студии киноактёра при киностудии им. А. Довженко, в 1983—1985 — руководитель Киевского молодёжного театра, с 1985 — главный режиссёр Киевского театра оперы и балета для детей и юношества.
Умер в июне 2006 года.

## Признание и награды
- Народный артист Украины (2002)[5]
- Заслуженный деятель искусств Украинской ССР (1979)
- Государственная премия имени Тараса Шевченко (1999) — за постановку спектакля «Ловушка для ведьмы»

## Фильмография
1. 1972 — Здесь нам жить — Яков Чигирин
2. 1973 — Абитуриентка — Николай Васильевич
3. 1973 — По собственному желанию — директор
4. 1973 — Завтра будет поздно…
5. 1974 — Каждый день жизни — Доценко
6. 1974 — Голубой патруль — Лопатин
7. 1975 — Между небом и землёй
8. 1976 — Порт — капитан Корнев
9. 1976 — Волны Чёрного моря — Туляков, начштаба партизанского отряда
10. 1976 — Небо-земля-небо — Иван Гай
11. 1977 — Театр неизвестного актёра — Ермолаев
12. 1977 — Р. В.С. — отец Димки
13. 1978 — Алтунин принимает решение — Алтунин
14. 1978 — Подпольный обком действует — Яков Петрович Батюк
15. 1979 — Ты только не плачь — лётчик
16. 1992 — Вишнёвые ночи  — эпизод